# Rozinay István
Rozinay István, névváltozata: Rosinay (Rimabrézó, 1853. január 9. – Budapest, 1938. május 11.) magyar építész, építészeti szakíró.

## Élete
Rozinay Károly és Rajsz Vilma fiaként született. Az 1870-es években a Technische Hochschule-ben, a Bauakademie utódján tanult Berlinben. Hazatérve a főváros mérnöki hivatalának tagjaként működött. 1875-ben Kolbenheyer Gyulával pályázatot adott be a mai Andrássy úton található Műcsarnokra. (A ma Régi Műcsarnok néven ismert épület végül Láng Adolf tervei alapján épült fel.)
Fő műve a Klunzinger Pállal közösen tervezett Rákóczi téri vásárcsarnok (1894–1897).
Rozinay építészeti szakíró is volt, jelentős alkotása az 1880 és 1884 között Eperjesen megjelent Budapest építményei című, 4 kötetes fényképsorozat. A kiadványhoz Rozinay eredetileg részletes kísérőszöveget is tervezett írni, ez azonban végül nem valósult meg. Az alkotást a magyaron kívül francia-, német- és olasz nyelvű képfeliratokkal is ellátták a nemzetközi érdeklődők számára.
Cikkeket írt az Építő ipar – Építő művészet folyóiratba.

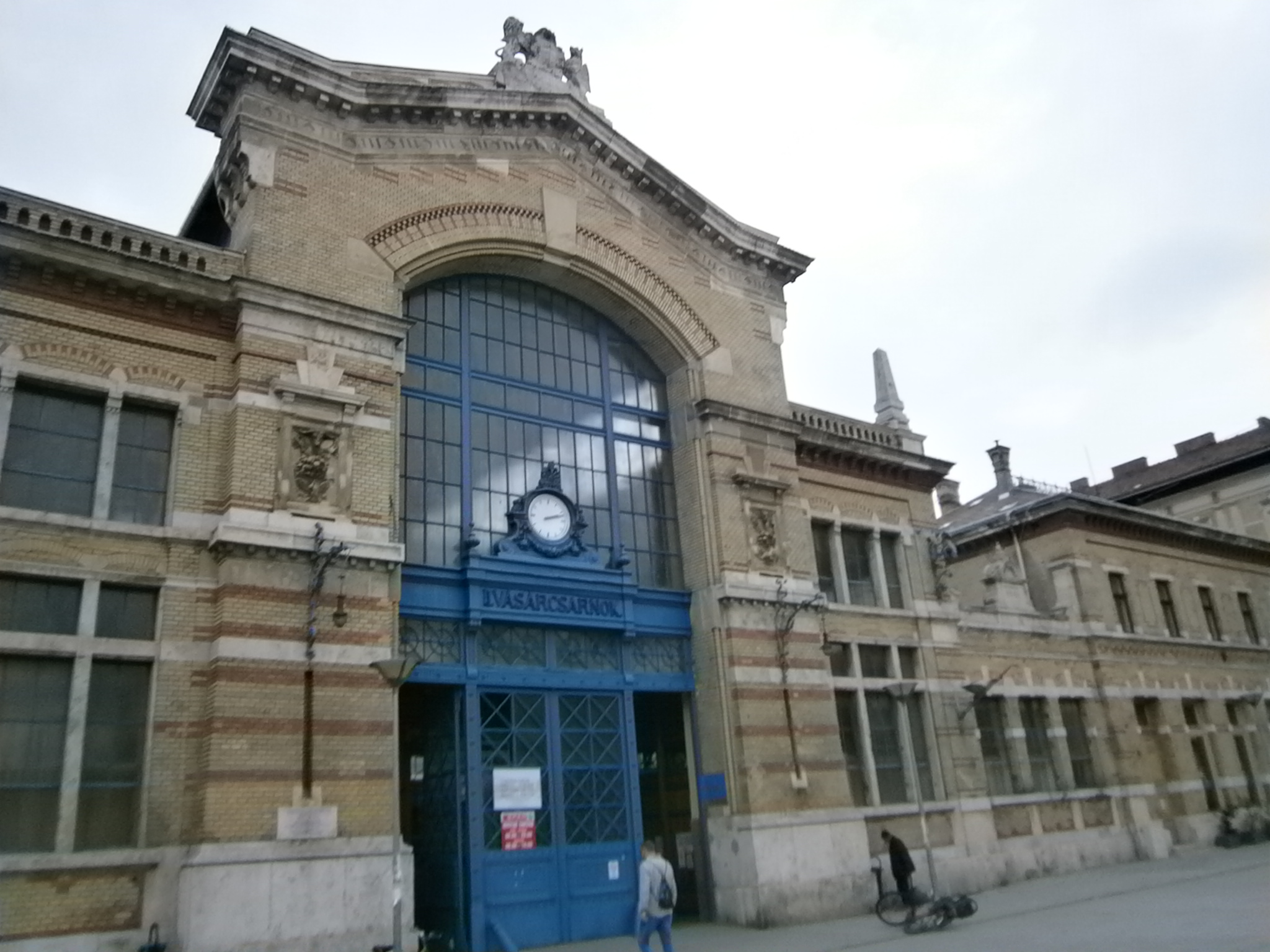
A Rákóczi téri vásárcsarnok főbejárata

Halálát szívgyengeség okozta.

## További irodalom
- https://memmdk.hu/erdekessegek